# Hadzinia karamani
Hadzinia karamani is een hooiwagen uit de familie aardhooiwagens (Nemastomatidae). De originele naamcombinatie (protoniem) was Nemastoma karamani Hadži, 1940.